# Томаселли, Фред
Фред Томаселли (Fred Tomaselli, 1956, Санта-Моника, США) — современный американский живописец.

## Образование
1982 B.A., Painting and Drawing, California State University, Фуллертон, Калифорния

## Творчество
Фред Томаселли создает изысканные картины на деревянных панелях, сочетающие необычные материалы, закрепленные при помощи толстого слоя эпоксидной смолы. Лекарственные травы, таблетки и галлюциногенные растения в сочетании с изображениями, вырезанными из книг и журналов: цветами, птицами, бабочками, руками, ногами и носами. Картины Томаселли похожи на окна в сюрреалистичный мир, галлюциногенную вселенную. Художник также включает аллегорические фигуры в свои работы — в «Без названия(Expulsion)» (2000), например, он заимствует фигуры Адама и Евы из картины Мазаччо «Изгнание из рая» (1426-27).

## Персональные выставки
- 2009 Aspen Art Museum, Аспен
- 2009 White Cube, Лондон
- 2006 Fred Tomaselli, James Cohan Gallery
- 2005 Fred Tomaselli, Carlier — Gebauer, Берлин
- 2004 Fred Tomaselli, White Cube, Лондон
- 2004 Fred Tomaselli: Monsters of Paradise, The Fruitmarket Gallery, Эдинбург, Шотландия; Domus Artium, Саламанка, Испания; Irish Museum of Modern Art, Дублин, Ирландия; The Rose Art Museum of Brandeis University, Уолтем
- 2003 Albright-Knox Gallery of Art, Буффало, Нью-Йорк
- 2003 James Cohan Gallery, Нью-Йорк
- 2001 White Cube, Лондон
- 2001 Gravity’s Rainbow, Художественный музей Индианаполиса, Индиана
- 2001 Fred Tomaselli: 10-Year Survey, Palm Beach Institute of Contemporary Art, Florida; SITE Santa Fe, Нью-Мексико
- 2000 Phrase Book, Christine Burgin Gallery, Нью-Йорк
- 2000 James Cohan Gallery, Нью-Йорк
- 1999 Gravity’s Rainbow, Whitney Museum of American Art
- 1999 Galerie Gebauer, Берлин
- 1999 Galerie Anne de Villepoix, Париж
- 1998 Christopher Grimes Gallery, Санта-Моника
- 1997 Jack Tilton Gallery, Нью-Йорк
- 1996 Fred Tomaselli, The Urge to Be Transported, Center for the Arts at Yerba Buena Gardens, Сан-Франциско, Калифорния; Huntington Beach Art Center, Huntington Beach, Калифорния; Rice University, Хьюстон, Техас; The Contemporary Arts Center, Цинциннати, Ohio
- 1995 Christopher Grimes Gallery, Santa Monica, Калифорния
- 1995 Jack Tilton Gallery, Нью-Йорк
- 1994 Christopher Grimes Gallery, Санта-Моника
- 1994 Galerie Anne de Villepoix, Париж

## Гранты и награды
- 1998 Joan Mitchell Grant
- 1993 Art Commission Award for Excellence in Design, City Hall, Нью-Йорк

## Публичные коллекции
- The Museum of Modern Art, Нью-Йорк
- The Whitney Museum of American Art, Нью-Йорк
- Albright-Knox Gallery, Buffalo, Нью-Йорк
- Los Angeles County Museum of Art, Лос-Анджелес
- Museum of Contemporary Art, Лос-Анджелес
- Santa Barbara Museum of Art, Санта Барбара
- San Diego Museum of Contemporary Art, La Jolla, Калифорния
- Art Institute of Chicago, Чикаго
- Indianapolis Museum of Art, Индианаполис
- Carnegie Museum of Art, Питсбург, Пенсильвания
- Johnson County Community College Gallery of Art, Overland Park, Канзас
- Wake Forest University Student Union Collection, Winston-Salem, Северная Каролина
- Sintra Museum of Modern Art — The Berardo Collection, Sintra, Португалия
- Rose Art Museum, Brandeis University, Waltham, Massa